# Arenga australasica
Arenga australasica là loài thực vật có hoa thuộc họ Arecaceae. Loài này được (H.Wendl. & Drude) S.T.Blake ex H.E.Moore mô tả khoa học đầu tiên năm 1963.